# Michèle Lalonde
Michèle Lalonde   (Montreal, 28 de juliol de 1937 - Montreal, 22 de juliol de 2021) va ser un escriptora, poetessa, dramaturga i assagista quebequesa nascuda a Mont-real, el 28 de juliol de 1937. Les seves obres se centren en la identitat del Quebec.
Va escriure el famós poema Speak White, el 1968, creat com a part dels recitals Poema i cançons de la resistència, que va llegir a La Nit de la Poesia el 27 de març del 1970, basat en l'insult que feien els angloparlants cap els francòfons del Canadà quan es va utilitzar la llengua francesa en públic.
El 1960, va participar en la revista Llibertat, acompanyat per Fernand Ouellette, Jacques Godbout, Andrée Belleau Yves Préfontaine i Hubert Aquin.
Els fons d'arxiu de Michèle Lalonde es conserven al centre d'arxius de Mont-real de "Bibliothèque et Archives nationaux du Quebec".

## Teatre
- 1957 - Ankrania o El que plora
- 1977 - Última crida del baptista a Catherine

## Col·leccions de poesia
- 1958 - Somni de la núvia destruïda
- 1959 - Presons
- 1967 - Terre des hommes, ambientada per André Prévost
- 1979 - Faltes escombraries
- 1980 - Metàfora d'un món nou

## Proves
- 1979 - Defensa i il·lustració de la llengua del Quebec
- 1981 - Causa comuna. Manifest per a les petites cultures internacionals (amb Denis Monière)

## Cinema
- El 1968, Michèle Lalonde va escriure el text de la pel·lícula De mère en fille, dirigida per Anne-Claire Poirier.

## Honors
- 1979 - Premi Ludger-Duvernay
- 1985 - Membre de l'Ordre dels Francòfons d'Amèrica
- 2004 - Premi de poesia